# Bachler Buam
Die Bachler Buam waren eine volkstümliche Musikgruppe aus Maria Neustift (Oberösterreich). Bandmitglieder waren zuletzt David Ritt, Karl Hochbichler, Feri Schwarz, Harry Lidauer, Roland Riedlbauer und die Sängerin Evelin Trauner. Ursprünglich hieß die Gruppe Die Sulzbachler, nach der Ortschaft Sulzbach in Maria Neustift, später wurde der Name auf Die Bachler Buam und Evelin bzw. Bachler Buam geändert.
1987 erreichten die Bachler Buam den 2. Platz beim Grand Prix der Volksmusik mit dem Lied Veronika, i bleib heut Nacht bei dir. Sie traten außerdem bei volkstümlichen Shows im Fernsehen auf.

## Diskografie
- 1993: Wie a Blitz
- 1994: Musik ist unsere Leidenschaft
- 1997: Ja, wo mir san da ist Power
- 1998: Wir nehmen alles locker
- 2000: Party Power
- 2005: Stark wie a Fels
- 2006: A frischer Wind
- 2007: Geht net gibts net
- 2008: Guat drauf
- 2009: 40 und kein bisschen leise
- 2010: 22 mega Wasenhits